# Чагос
Архіпелаг Чагос (англ. Chagos Archipelago) — група островів з семи атолів та понад 60 тропічних островів у Індійському океані, яка входить до складу Британської території в Індійському Океані.

## Географія
Архіпелаг Чаґос знаходиться за 500 км на південь від Мальдівських островів, на середині шляху з Африки до Індонезії.

### Клімат
Клімат архіпелагу тропічний морський, спекотний та вологий, збалансований тропічними вітрами. Клімат характеризується великою кількістю сонячних годин та теплими температурами. Сезон дощів триває з грудня по лютий, сухий сезон — з червня по вересень. Середньорічна кількість опадів становить 2600 мм, а середньорічна температура коливається між 26,2 та 28,3 °С.

## Історія
Архіпелаг було відкрито Дієґо Ґарсією де Моґером у 1534 році.
Наразі архіпелаг Чагос — частина Британської території в Індійському океані, але суверенітет Великої Британії заперечується Маврикієм. З точки зору останнього, Чагос є одним з підрозділів Зовнішніх островів Маврикію.
Постійні мешканці примусово депортовані, острови населяють британські і американські військові (близько 3 тис. мешканців).
2024 року Британія оголосила про плани передати Чагос до складу Маврикію, угоду було досягнуто після багаторічних переговорів, Маврикій також мав отримати тропічний атол Дієго-Гарсія, де США побудувала військову базу "Дієго-Гарсія" для кораблів і літаків дальньої авіації. Американсько-британська база мала лишитися на острові, це було ключовим фактором угоди.
22 травня 2025 року Верховний суд Великої Британії заблокував угоду про передачу Чагосу Маврикію на підставі заяви, яка була подана до суду з міркувань захисту прав людини. Позов до суду проти МЗС Британії щодо оскарження угоди подали дві жінки з племені Чагос Бернадетт Дюгасс та Бертріс Помпе, які живуть у Британії. У позові йшлося, що британський уряд може діяти, нехтуючи правами народу Чагосу.

## Острови, атоли та рифи архіпелагу

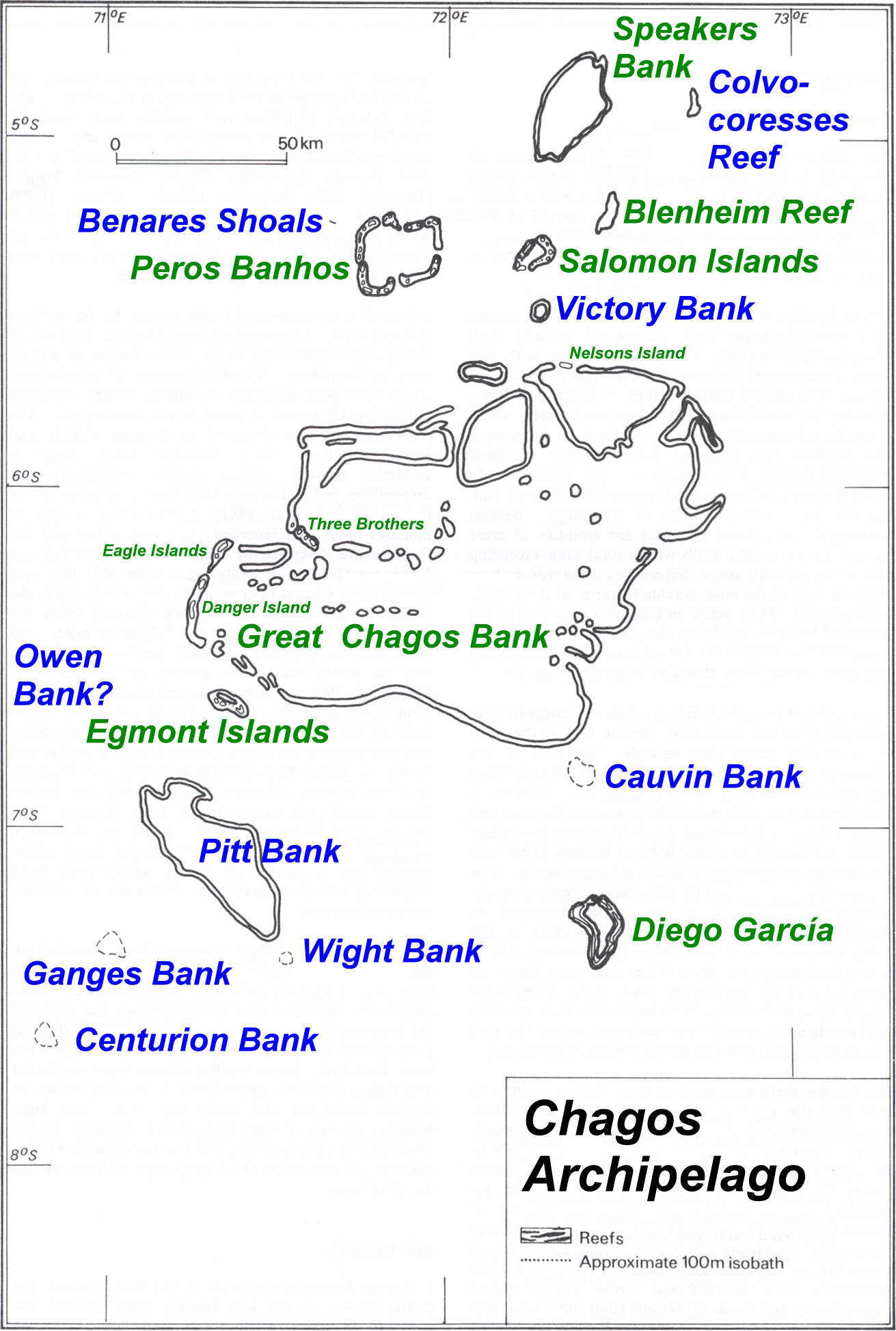
Карта архіпелагу Чагос. Атоли з надводною частиною виділені зеленим

Окрім семи островів, що мають надводну частину, котру не затоплює приплив, до складу архіпелагу входять також занурені у воду рифи та мілинні острівці.
|                                                         | Назва            | Оригінальна назва            | тип                              | площа (км2) | площа (км2) | кількість островів | координати                                                           |
| Суша                                                    | Назва            | Оригінальна назва            | тип                              | Загалом     |             | кількість островів | координати                                                           |
| ------------------------------------------------------- | ---------------- | ---------------------------- | -------------------------------- | ----------- | ----------- | ------------------ | -------------------------------------------------------------------- |
| 0                                                       | Безіменна мілина | Unnamed bank                 | мілина                           | –           | 3           | –                  | 04°25′ пд. ш. 72°36′ сх. д. / 4.417° пд. ш. 72.600° сх. д.           |
| 1                                                       | Кольвокорес      | Colvocoresses Reef           | занурений атол                   | –           | 10          | –                  | 04°54′ пд. ш. 72°37′ сх. д. / 4.900° пд. ш. 72.617° сх. д.           |
| 2                                                       | Спікерс          | Speakers Bank                | атол без рослинності             | 0.001       | 582         | 1)                 | 04°55′ пд. ш. 72°20′ сх. д. / 4.917° пд. ш. 72.333° сх. д.           |
| 3                                                       | Бленгейм         | Blenheim Reef/Baixo Predassa | атол без рослинності             | 0.02        | 37          | 4                  | 05°12′ пд. ш. 72°28′ сх. д. / 5.200° пд. ш. 72.467° сх. д.           |
| 4                                                       | Бенарес          | Benares Shoals               | занурений риф                    | –           | 2           |                    | 05°15′ пд. ш. 71°40′ сх. д. / 5.250° пд. ш. 71.667° сх. д.           |
| 5                                                       | Перос-Баньйос    | Peros Banhos                 | атол                             | 9.6         | 503         | 32                 | 05°20′ пд. ш. 71°51′ сх. д. / 5.333° пд. ш. 71.850° сх. д.           |
| 6                                                       | острови Саломона | Salomon Islands              | атол                             | 3.56        | 36          | 11                 | 05°22′ пд. ш. 72°13′ сх. д. / 5.367° пд. ш. 72.217° сх. д.           |
| 7                                                       | Вікторі          | Victory Bank                 | занурений атол                   | –           | 21          | –                  | 05°32′ пд. ш. 72°14′ сх. д. / 5.533° пд. ш. 72.233° сх. д.           |
| 8a                                                      | острів Нельсона  | Nelsons Island               | складові мегаатолу Великий Чагос | 0.61        | 12642       | 1                  | 05°40′53″ пд. ш. 72°18′39″ сх. д. / 5.68139° пд. ш. 72.31083° сх. д. |
| 8b                                                      | Три Брати        | Three Brothers/Trois Frères  | складові мегаатолу Великий Чагос | 0.53        | 12642       | 3                  | 06°09′ пд. ш. 71°31′ сх. д. / 6.150° пд. ш. 71.517° сх. д.           |
| 8c                                                      | острови Ігл      | Eagle Islands                | складові мегаатолу Великий Чагос | 3.43        | 12642       | 2                  | 06°12′ пд. ш. 71°19′ сх. д. / 6.200° пд. ш. 71.317° сх. д.           |
| 8d                                                      | Денджер          | Danger Island                | складові мегаатолу Великий Чагос | 1.06        | 12642       | 1                  | 06°23′00″ пд. ш. 71°14′20″ сх. д. / 6.38333° пд. ш. 71.23889° сх. д. |
| 9                                                       | Егмонт           | Egmont Islands               | атол                             | 4.52        | 29          | 7                  | 6°40′ пд. ш. 71°21′ сх. д. / 6.667° пд. ш. 71.350° сх. д.            |
| 10                                                      | Ковен            | Cauvin Bank                  | занурений атол                   | –           | 12          | –                  | 06°46′ пд. ш. 72°22′ сх. д. / 6.767° пд. ш. 72.367° сх. д.           |
| 11                                                      | Оуен             | Owen Bank                    | мілина                           | –           | 4           | –                  | 06°48′ пд. ш. 70°14′ сх. д. / 6.800° пд. ш. 70.233° сх. д.           |
| 12                                                      | Пітт             | Pitt Bank                    | занурений атол                   | –           | 1317        | –                  | 07°04′ пд. ш. 72°31′ сх. д. / 7.067° пд. ш. 72.517° сх. д.           |
| 13                                                      | Дієго-Гарсія     | Diego Garcia                 | атол                             | 32.8        | 174         | 4*                 | 07°19′ пд. ш. 72°25′ сх. д. / 7.317° пд. ш. 72.417° сх. д.           |
| 14                                                      | Ганг             | Ganges Bank                  | занурений атол                   | –           | 30          | –                  | 07°23′ пд. ш. 70°58′ сх. д. / 7.383° пд. ш. 70.967° сх. д.           |
| 15                                                      | Уайт             | Wight Bank                   | занурений атол                   | –           | 3           | –                  | 07°25′ пд. ш. 71°31′ сх. д. / 7.417° пд. ш. 71.517° сх. д.           |
| 16                                                      | Центуріон        | Centurion Bank               | занурений атол                   | –           | 25          | –                  | 07°39′ пд. ш. 70°50′ сх. д. / 7.650° пд. ш. 70.833° сх. д.           |
|                                                         | Архіпелаг Чаґос  | Chagos Archipelago           | архіпелаг                        | 56.13       | 15427       | 64                 | від 04°54' до 07°39' пд. ш. від 70°14' до 72°37' сх. д.              |
| * — головний острів та три острівці на північ від нього |                  |                              |                                  |             |             |                    |                                                                      |

## Охорона природи

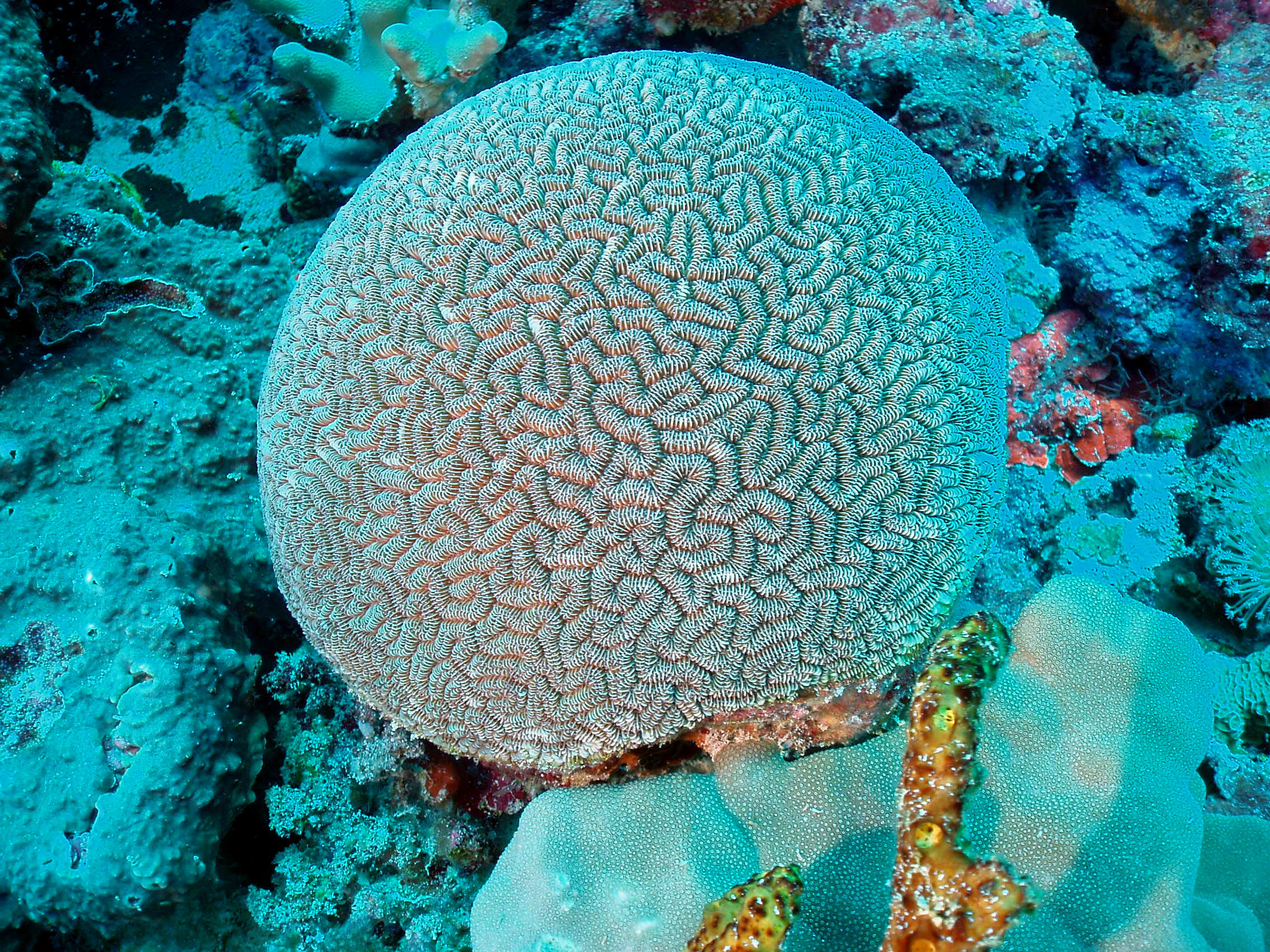
Ctenella chagius, корал-ендемік рифів Чагос

Архіпелаг є одним з тих місць на планеті, де практично відсутнє втручання людини. Саме можливим негативним антропогенним впливом уряд Великої Британії мотивує постійні відмови щодо повернення силою виселених у 1968—1973 роках чагосійців (острови архіпелагу були безлюдними до колонізації Францією).
Відповідно до статті 75 Конвенції ООН з морського права та Рамсарської конвенції Сполучене Королівство 2003 року визначило зону у радіусі 200 морських миль від островів Чагосу зоною захисту та збереження довкілля (англ. Environment (Protection and Preservation) Zone).
У квітні 2010 року уряд Великої Британії оголосив цю територію морським заповідником, що має сприяти науковим дослідженням у галузі кліматології та морських екосистем. Сукупна площа заповідника складає 545 000 км², що робить його найбільшим у світі безперервним морським заповідником.

## Інтернет-ресурси
- https://www.chagossupport.org.uk/ [Архівовано 4 березня 2011 у Wayback Machine.]
- Chagos: A Documentary Film [Архівовано 25 вересня 2020 у Wayback Machine.]
- Indian Ocean Pilot [Архівовано 20 листопада 2020 у Wayback Machine.]
- ICJ 2019 Advisory Opinion on Legal Consequences of the Separation of the Chagos Archipelago from Mauritius in 1965 [Архівовано 24 травня 2019 у Wayback Machine.]

| Велика Британія | Це незавершена стаття з географії Великої Британії. Ви можете допомогти проєкту, виправивши або дописавши її. |